# Мала Річка (притока Великої Річки)
Мала Річка — потік в Українських Карпатах, у межах Стрийського району Львівської області. Права притока Великої Річки (басейн Дністра).

## Опис
Довжина 7,2 км. Мала Річка — типово гірська річка з кам'янистим дном і численними перекатами та порогами. Річище слабозвивисте. Долина вузька, стиснута між горами.

## Розташування
Мала Річка бере початок на східних схилах гори Корчанка (хребет Парашки) на висоті 960 м над р. м. Тече в межах національного природного парку «Сколівські Бескиди» спочатку переважно на північний схід, у нижній течії повертає на північ. Впадає до Великої Річки на південно-західній околиці села Корчин. 
Притоки: невеликі потічки.

## Природні об'єкти
Приблизно за 2 км від гирла на лівому березі Малої Річки розташований Турецький (Татарський) Камінь, який являє собою скельний виступ дахоподібної форми заввишки до 3,5 м з природним розломом. Існують народні легенди, в яких згадується цей камінь. Більшість з них пов'язані з татарсько-турецькими набігами.